# Dieudonné André
Dieudonné André (Barchon, 8 maart 1923 - Namen, 10 februari 2003) was een Belgisch senator.

## Levensloop
André werd in 1952 redactiemedewerker en journalist bij de krant Vers l'Avenir. Hij behandelde er actuele onderwerpen over de Belgische politiek, met name de Schoolkwestie. 
In 1958 verliet hij de journalistiek om medewerker te worden van Théo Lefèvre, partijvoorzitter van de toen nog unitaire CVP-PSC. Toen Lefèvre van 1961 tot 1965 premier van België was, werd André persattaché op zijn kabinet. Van 1966 tot 1975 was hij adjunct-directeur van het nationaal secretariaat van de CVP-PSC en daarna werd hij adjunct-directeur van de studiedienst van de PSC. In 1971 werd hij tevens verantwoordelijke voor de PSC-afdeling van het arrondissement Namen.
In 1974 werd Dieudonné André door zijn partij aangesteld tot gecoöpteerd senator. Hij bleef dit tot in 1977 en zetelde daarna tot 1978 in de Senaat als provinciaal senator voor de provincie Namen, om vervolgens van 1978 tot 1984 opnieuw als gecoöpteerd senator te zetelen. Van 1978 tot 1984 was hij in de Senaat fractieleider voor zijn partij.
Door de toenmalige dubbelmandaten zetelde hij eveneens van 1974 tot 1980 in de Cultuurraad voor de Franse Cultuurgemeenschap, van 1974 tot 1977 in de voorlopige Waalse Gewestraad en van 1980 tot 1981 in de Waalse Gewestraad en de Raad van de Franse Gemeenschap. In de Franse Cultuurraad was Dieudonné André lid van de commissie algemeen beleid en de commissie belast met de RTBF. Zeer gehecht aan zijn stad Namen was hij eveneens een actief lobbyist om de Waalse instellingen naar de stad te halen.  
Nadat hij in oktober 1984 aangesteld werd tot rechter bij het Arbitragehof, nam André ontslag uit al zijn politieke functies. In december 1992 werd hij de voorzitter van de Franstalige taalgroep van het Arbitragehof en bleef dit tot aan zijn emeritaat in april 1993, toen hij de leeftijdsgrens van 70 jaar bereikte.